# Коркова
Коркова (рум. Corcova) — село у повіті Мехедінць в Румунії. Входить до складу комуни Коркова.
Село розташоване на відстані 243 км на захід від Бухареста, 31 км на схід від Дробета-Турну-Северина, 73 км на північний захід від Крайови.

## Населення
За даними перепису населення 2002 року у селі проживали 1112 осіб.
Національний склад населення села:
| Національність | Кількість осіб | Відсоток |
| -------------- | -------------- | -------- |
| румуни         | 989            | 88,9%    |
| цигани         | 123            | 11,1%    |

Рідною мовою назвали:
| Мова      | Кількість осіб | Відсоток |
| --------- | -------------- | -------- |
| румунська | 989            | 88,9%    |
| циганська | 123            | 11,1%    |